# Miska (Tulkarem)
Miska (مسكة, soit le « trou d’eau ») était un village arabe palestinien, situé dans le sous-district de Tulkarem et le district de Samarie.
Il fait partie des centaines de villages palestiniens expulsés lors de la première guerre israélo-arabe, le 15 avril 1948.

## Géographie

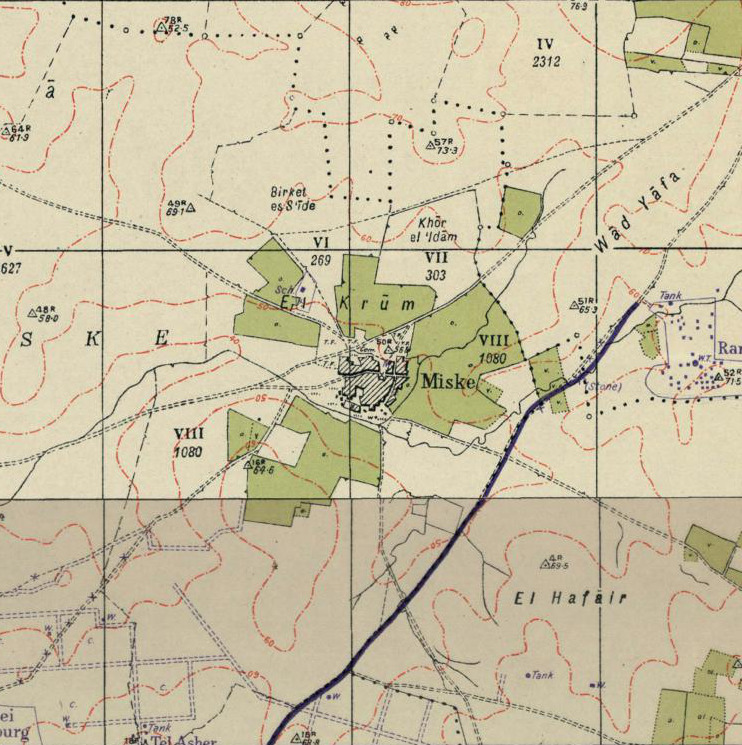
Carte de Miska (Miske) en 1942 au 1:20 000.

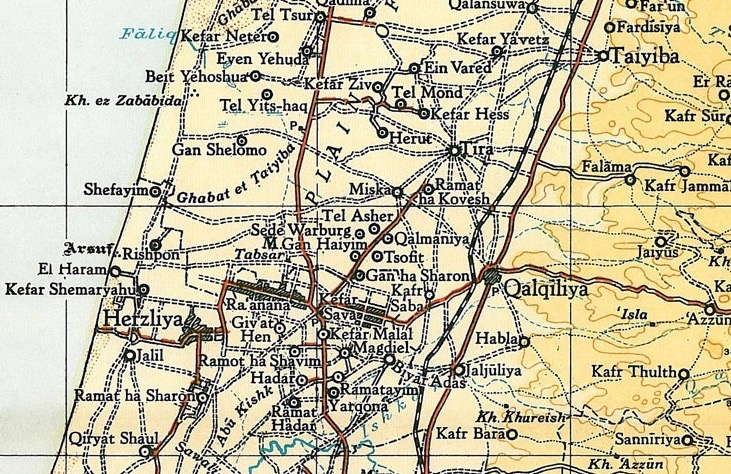
Carte de Miska de 1945 au 1:250 000.

Miska se situe sur une petite colline sableuse dominant de peu (altitude moyenne de 50 m) la plaine côtière, et sur la rive nord d’un oued. Situé à 15 km de Tulkarem, les villageois pouvaient rejoindre leur siège administratif par une route secondaire qui les reliait à la grande route de Tulkarem à la grande route côtière. Le village était organisé en un rectangle grossier, coupé en quatre par ses deux rues.
La superficie totale du territoire du village était de 8076 dounams, dont 4924 appartenant à des Arabes et 2976 à des Juifs, les 176 dounams restant étant des terres publiques. Les Arabes utilisaient 1115 dounams pour la culture des agrumes et des bananiers, 304 dounams pour des vergers et des cultures irriguées, 3245 dounames en cultures de céréales, les nombreux puits permettant d’irriguer les agrumes ; les zones construites représentaient 88 dounams. Les habitants cultivaient aussi de nombreux autres arbres fruitiers, des légumes, des melons, des céréales et des melons d’eau.

## Histoire
Des découvertes archéologiques à Dharhat al-Sawwana ont montré que le site était fréquenté à la Préhistoire.
Miska est fondé par des descendants de la tribu arabe des Miskain, au VIIe siècle, au moment de l’islamisation de la Palestine, bien que cette information soit incertaine.
Selon le géographe Yaqut, écrivant dans les années 1220, Miska était connu pour ses fruits, particulièrement les misk, variété de pommes dont on disait qu’elle avait été acclimatée en Égypte par le vizir fatimide Abu Muhammad al-Yazuri, mort en 1058.

### Empire ottoman
Le général français Jean-Baptiste Kléber et ses troupes passent par le village en route pour le Siège de Saint-Jean-d'Acre, en 1799. Pierre Jacotin appelle le village Meski sur sa carte datant de la même campagne.
Dans les années 1860, les autorités ottomanes accordent des terres à cultiver aux habitants de Miska, au lieu appelé Ghabat Miska, aux anciennes limites de la forêt d'Arsouf (Ar. Al-Ghaba) dans la plaine côtière, à l’ouest du village,.
En 1870, Victor Guérin visite le village et en estime la  population à 300 habitants. Il indique que « dans la cour de la medhafeh ou maison réservée aux hôtes de passage, j’ai remarqué une colonne et un chapiteau de marbre creusé en forme de mortier pour y broyer du mortier ; ce chapiteau accuse, par les entrelacs dont il est orné, un travail byzantin. Autour des maisons, on observe quelques jardins plantés principalemen, que dominent çà et là d’élégants palmiers ».
En 1870/1871 (1288 AH), un recensement ottoman fait figurer le village dans la nahié (sous-district) de Bani Sa'b.
En 1882, l’enquête du Palestine Exploration Fund (PEF) décrit Miska comme un village construit en adobe de petite taille, avec des oliviers au nord et au sud, et un puits au sud.

### Mandat britannique
Au recensement de 1922 mené par les autorités britanniques, Meskeh a une population de 443 habitants, tous musulmans, qui augmente à celui de 1931 à 635 personnes, toujours musulmans. Le village possédait une école primaire.
Dans les  Statistiques de Village de 1945, la population de Miska et du moshav shitufi de Sde Warbourg (en) était de 880 Arabs et 180 juifs.

### Guerre de 1948 et expulsion
Miska avait une population estimée à 1021 habitants en 1948, soit en baisse par rapport à 1945.
Le 15 avril 1948, la Haganah donne l’ordre aux Arabes de Miska de quitter le village. L’ordre n’ayant pas été suivi d’effet, la brigade Alexandroni prend d’assaut le village les 20-21 avril et expulsent les habitants de force, afin d’assurer que la zone entre Tel Aviv et Haïfa soit nettoyée de tout village arabe avant le 15 mai (fin du mandat britannique). Le village, à l’exception de la mosquée et de l’école primaire de garçons, est entièrement détruit début juin sur les ordres de Yossef Weiz, un fonctionnaire du Fonds national juif, malgré l’opposition du Mapam.
Le 16 juin 1948, David Ben Gourion, se basant probablement sur un rapport de Weiz, note Miska comme un des villages arabes détruits dans son journal.
Sde Warbourg (en) est établi en 1938 sur les terres qui appartenaient au village. Mishmeret (en) est installée en 1946 au nord-ouest de Miska, sur les terres du village. Ramat HaKovesh (en), fondée en 1932, est à 1 km à l'ouest, mais pas sur les terres du village.
L’historien Walid Khalidi décrit le village en 1992 : « Le site est couvert d’orangeraies ; des cactus poussent autour de ces parcelles. L’école à deux salles est utilisée pour loger les vigiles qui protègent les vergers. La mosquée sert à stocker le foin et les outils agricoles. On voit de grands morceaux de ciments, venant de l’enclos du puits du village. La plus grande partie des terres sont plantées en agrumes ». L’école est détruite en 2006 par ordre de l’Autorité foncière d'Israël en 2006, après que des Palestiniens d'Israël et l’ONG Zochrot en aient fait le lieu des commémorations de la Nakba à partir de 2002. En 1998, le nombre de réfugiés descendant des habitants expulsés de Miska est estimé à 6269.